# Тузлинська коса
Коса Тузла ( Середня коса) — коса в Керченській протоці. Тузлинська коса  повністю прилягала до Таманському півострову, проте в 1920-х роках в результаті сильного шторму відокремилася від неї промоїною завширшки 4 км.. Довжина коси 8 км, ширина до 600 м, перевищення над рівнем
води 1-1,5 м.

## Етимологія
Назва Тузлинська коса походить від мису Тузла, який в у свою чергу, отримав свою назву в пам'ять про одного з хазарських каганів,  або від тюркського «туз» — сіль чи «тюз» — плоский, рівний, гладкий. Тузлинська коса згадується  у періплах понтійских берегів як Акме (з грецької мови вістря , окраїна).

## Географія
Нині Тузлинська коса складається з довгого витягнутого острова і насипної дамби, яка поєднала малі  острівці від Таманського півострова. Відділена протокою західна частина коси адміністративно відноситься до Автономної Республіці Крим Україна, а східна частина, сполучена з материком - до  Краснодарського краю Російської Федерації.
Тузлинська коса являє собою піщану косу, напівзанурену у мул. Коса збільшується в результаті акумуляції берегових наносів. У XVIII столітті на місці коси був ланцюжок островів. Пізніше вони утворили суцільну косу, котра вперше була нанесена на карту в 1830 році. Потім на  косі утворилось кілька проток. У 1925 році місцевий рибалки прорили у косі невеликий канал, щоб скоротити шлях з одної сторони коси на іншу. У том ж році під час сильного шторму протоку сильно розмило і частина коси перетворилася у острів, відділений від іншої частини коси протокою, у 2003 році зі сторони материка була створена штучна дамба.

## Історія

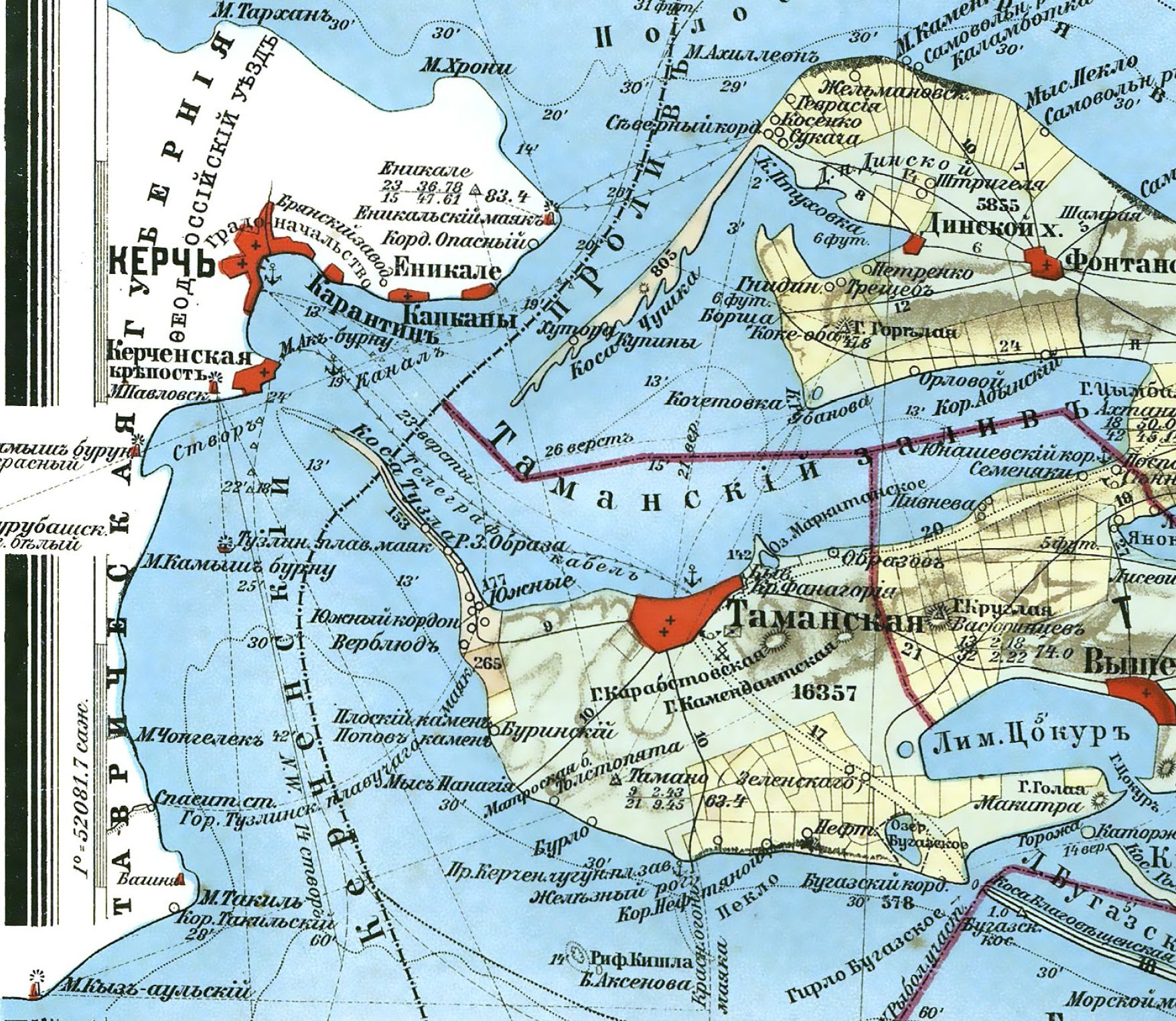
Тузлинська коса на карті 1902 року

28 листопада 1869 році належність коси до Кубанської області була підтверджена указом російського Сенату, і кордоном було наказано  вважати середину протоки між Кримом і крайньою точкою Таманської коси. Після Жовтневого перевороту і Громадянської війни, Постановою ВЦВК від 13 серпня 1922 року, коса Тузла була включена до складу Кримської АРСР. Указом Верховного Ради РСФСР у січні 1941 року було прийняте рішення «Про передачу острова Середня коса (Тузла) з Темрюкського району Краснодарского краю у склад Кримської АРСР». 19 лютого 1954 року Кримська область увійшла до складу Української РСР. Навіть за радянським законом – остів Тузла українська земля. Відповідно, Азовське море і Керченська протока - внутрішні води України і Російської Федерації.
У роки Великої Вітчизняної війни на зайняту німецьким гарнізоном косу був висаджений радянський морський десант. У жорстокому бою з 6 по 9 жовтня 1943 року коса була звільнена від німецьких військ.
Фактична  передача коси і проведення адміністративної межі між РРФСР і УРСР були реалізовані лише на початку 1970-х років. Причому, зроблено це було у формі узгодження графічного зображення на карті адміністративних меж на рівні заступників голови Кримського облвиконкому і Краснодарського крайвиконкому.

### Територіальний спір
Згідно позиції Росії, і з указу Президії Верховного Ради СРСР року про передачу  Кримської області у склад України випливає, що  Україні передавалася в адміністративно-територіальне розпорядження тільки континентальна сухопутна частина Кримської області. Юрисдикція на прибережні води морів, виходячи з принципу, що акваторії прибережних морів належать державі в цілому, а не його окремим суб'єктам, залишалася за .СРСР. Таким чином Російська Федерація поставила під сумнів приналежність острова Тузли до України.
29 вересня 2003 року росіяни почали насипати греблю від станції Тамань Темрюкського району Краснодарського краю в напрямку українського острову Тузла. Працюючи у три зміни, будівельники споруджували по 157 метрів греблі на день, щоб з'єднати Тузлу з російським берегом. Це поклало початок конфлікту між Україною і Росією по поводу приналежності острова, відновлення коси без згоди України і можливої  зміни  режиму судноплавства у Керченськім протоці. Після зустрічі президентів Путіна  і Кучми будівництво дамби було припинене.
У 2005 рокові спеціальна комісія українського парламенту визнала, що острів Тузла у Керченській протоці може зникнути уже через рік, якщо не захистити його від хвиль. Течії у Керченськім протоці, котрі пришвидшились через побудову дамби, збудованої у 2003 рокові, розмивають не тільки Тузлу, але і Аршінцевську  косу поблизу Керчі. Було проведене укріплення берега острова блоками.
У 2014 рокові була здійснена  незаконна анексія Кримського півострови  Російською Федерацією. По Тузлинській косі було вирішено збудувати Кримський міст — автомобільно--залізничний перехід між Краснодарським краєм і Кримом.

## Топографічні карти
- Топографическая карта L-37-098-A [Архівовано 10 березня 2016 у Wayback Machine.] Масштаб у 1 см 500 ма
- Топографическая карта L-37-098-A-c [Архівовано 9 березня 2016 у Wayback Machine.] Масштаб у 1 см 250 ма